# Phelsuma klemmeri
Phelsuma klemmeri este o specie de șopârle din genul Phelsuma, familia Gekkonidae, descrisă de Seipp 1991. A fost clasificată de IUCN ca specie în pericol. Conform Catalogue of Life specia Phelsuma klemmeri nu are subspecii cunoscute.

## Galerie

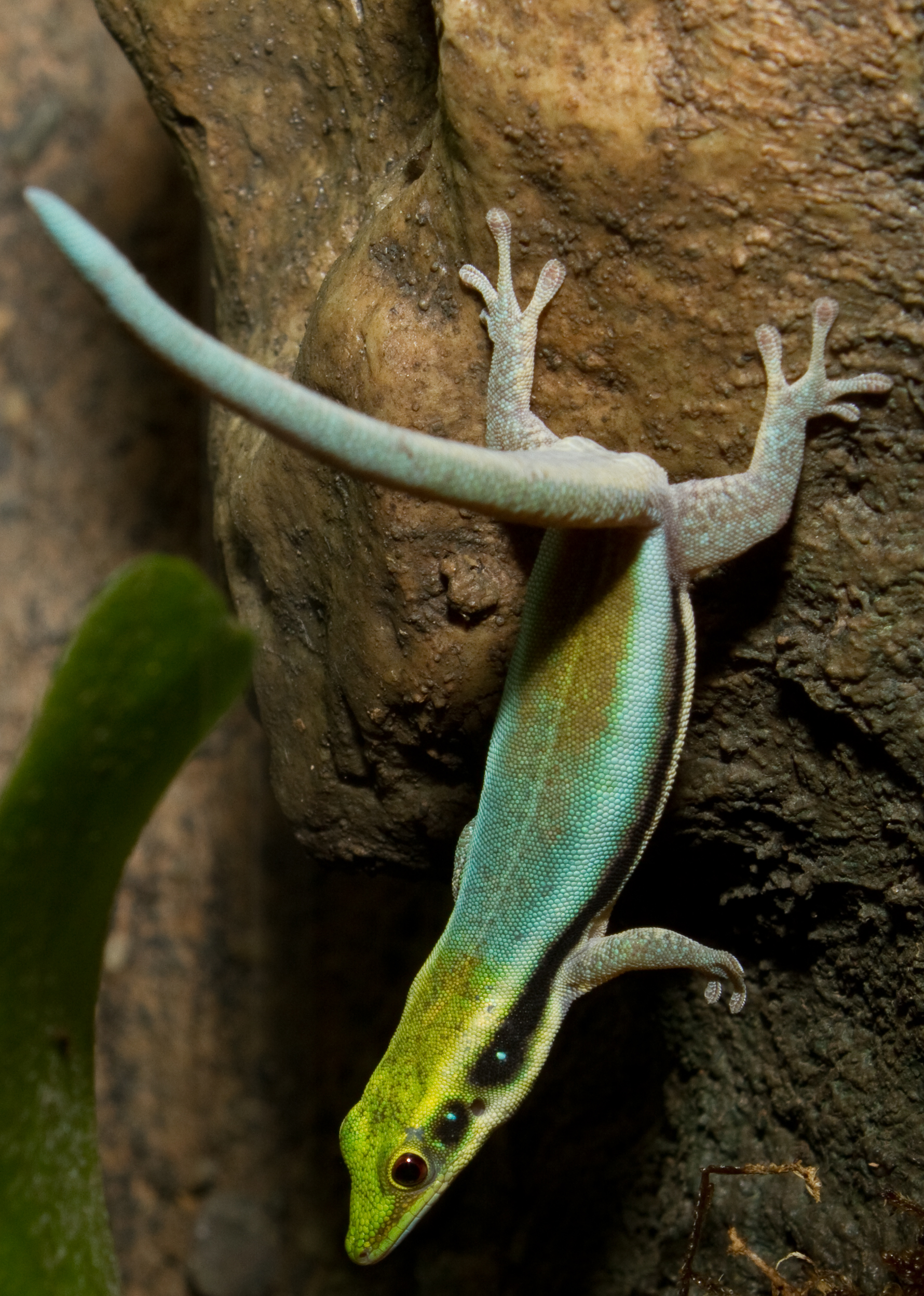